# Cervignano del Friuli

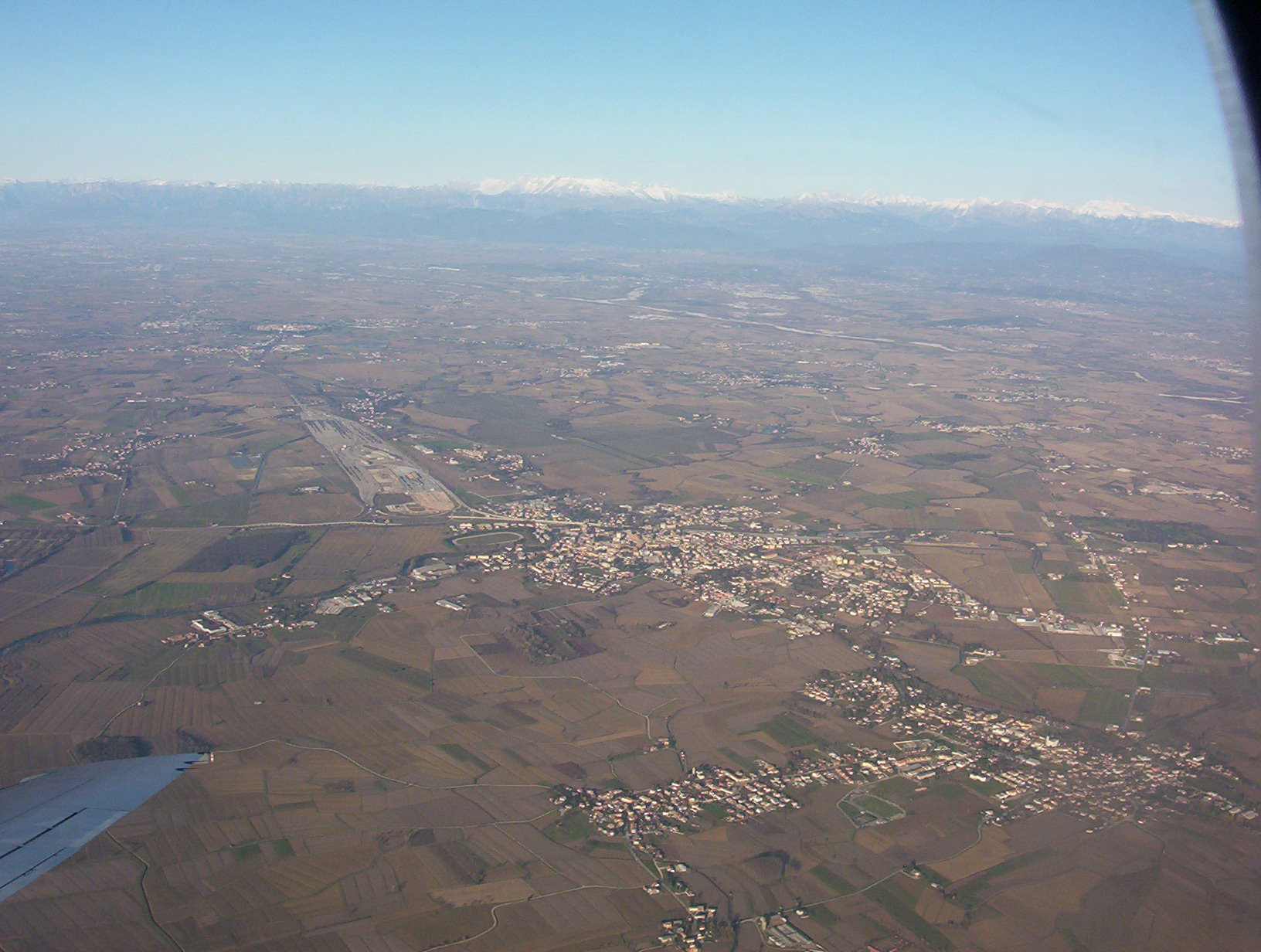
Cervignano del Friuli und Terzo di Aquileia (2004)

Cervignano del Friuli (furlanisch Çarvignan, in der lokalen Varietät Sarvignàn; slowenisch Červinjan) ist eine Gemeinde in der Region Friaul-Julisch Venetien in Friaul, Italien mit 13.680 Einwohnern (Stand 31. Dezember 2023).

## Geschichte
Die Gemeinde war bis zum Ende des Ersten Weltkriegs 1918 Teil des österreichischen Kronlandes Grafschaft Görz und Gradisca. Sie befand sich im Gerichtsbezirk Cervignano bzw. im politischen Bezirk Monfalcone.

## Bauwerke
- Villa De Obizzi Lanzone, ca. 17. Jh.

## Verkehrsanbindung

### Straße
Cervignano liegt an der SS 14, die von Venedig nach Triest führt.

### Bahn
Im Ort befindet sich der Bahnhof Cervignano-Aquileia-Grado, der die Region an das regionale und überregionale Bahnnetz anschließt.

## Persönlichkeiten
- Michael von Strassoldo-Graffemberg (1798–1873), Statthalter der Lombardei und der Steiermark
- Giuseppe Bettiol (1907–1982), Hochschullehrer und Politiker
- Giuseppe Zigaina (1924–2015), Maler und Schriftsteller
- Paolo Flores d’Arcais (* 1944), Philosoph